# Araldite

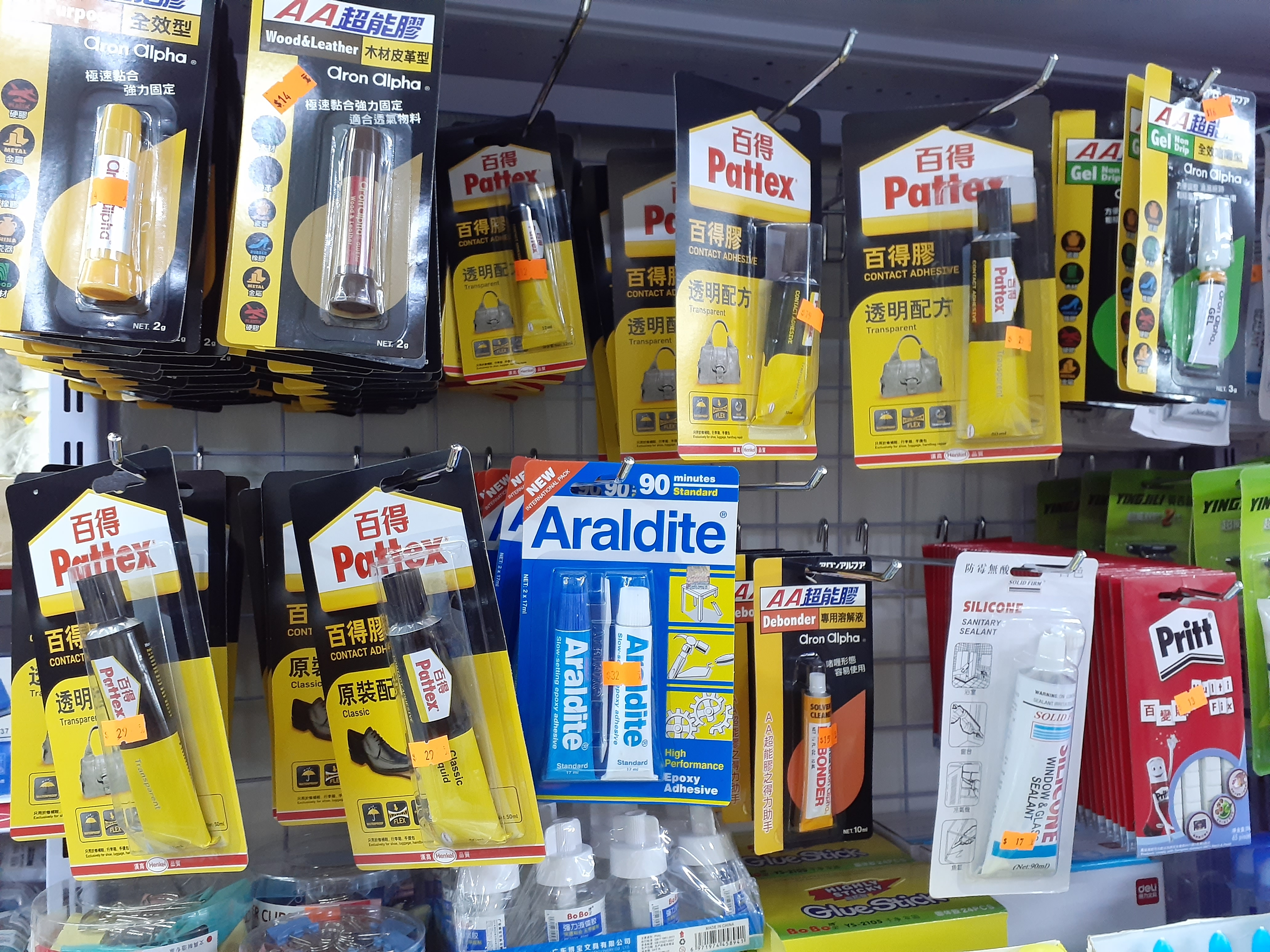
Araldite en vente à Hong Kong en 2021.

Araldite est la marque déposée d'une colle bicomposant, constituée d'une résine époxyde et d'un agent polymérisant, le 1,4,7,10-tétraazadécane. Au contact de ces deux composants, un polyépoxyde est formé.

## Historique
Cette marque commercialisée en 1946 par la firme chimique Ciba, puis intégrée au groupe Ciba-Geigy à la suite de la fusion des deux groupes, puis au groupe Ciba Specialty Chemicals, ensuite par la société Vantico issue d'un MBO, appartient aujourd'hui au groupe Huntsman. L'année suivante, en 1947, Ciba rachète la firme Aero Research Limited (ARL) — d'où le nom ARaLdite — déjà active depuis 1934 dans le domaine des adhésifs époxyde destinés à l'aéronautique. On peut donc penser que le produit existait déjà dès le milieu des années 1930, mais qu'il n'avait pas encore atteint le grand public. La firme RCA l'a utilisé par exemple pour fabriquer les premiers boîtiers de leurs transistors, à la fin des années 1940.

## Utilisation
L'utilisation pratique du produit consiste à mélanger à parts égales, en volume, les deux composants. Une résine semi-transparente et très visqueuse, qui durcit en quelques heures à température ambiante, est obtenue. Il se forme un polymère tridimensionnel. Il est possible d'accélérer la prise en chauffant si les pièces à réunir le supportent. On trouve aujourd'hui plusieurs variantes, dont une à prise rapide (un quart d'heure) et une version transparente, moins résistantes toutefois que la variante d'origine.
Le contenant, formé de deux tubes de plastique parallèles contenant chacun un des composants de l'Araldite, se ferme avec un bouchon muni d'un détrompeur. En effet, le contenant fermé dépose sur une partie du bouchon de la résine et sur l'autre partie, du durcisseur. 
Les temples d'Abou Simbel en Egypte , déplacés dans les années 1960 lors de la construction du barrage d'Assouan, ont été reconstitués au moyen de plusieurs tonnes d'Araldite.

## La marque
Araldite est un nom commercial désignant diverses matières plastiques à base de résines époxyde appartenant à Huntsman Advanced Materials,. Araldite est actuellement une marque enregistrée de Huntsman Advanced Materials. Huntsman Advanced Materials est une division de Huntsman et Huntsman était nommé auparavant Ciba Specialty Chemicals.

## Composition

### La résine époxyde (DGEBA)
Il existe plusieurs types de résines époxyde comme les résines époxyde liquides et les résines époxyde solides. L'équivalent d'Araldite pour un DGEBA (en) est la résine époxyde GY 6010 à partir de laquelle plusieurs variations sont formées,. La synthèse du DGEBA repose sur la réaction entre l'épichlorohydrine (C3H5ClO) et le bisphénol A (CH3)2C(C6H4OH)2 en présence d'hydroxyde de sodium NaOH.
La fabrication du DGEBA nécessite de l'épichlorhydrine et du bisphénol A, que l'on chauffe en présence de NaOH. L'épichlorhydrine est ensuite récupérée par distillation. On utilise aussi du toluène ou de la butanone pour séparer le chlorure de sodium qui se forme durant la réaction. Le poids équivalent d'époxyde obtenu dépend du rapport d'épichlorhydrine et de bisphénol A initialement inséré dans le réacteur. La pureté de l'épichlorhydrine diminue le poids équivalent de l'époxyde. Si on n'arrête pas la réaction décrite ci-dessus, elle peut continuer pour donner des polymères qui ont un poids moléculaire moyen plus élevé.

### Propriétés
Le DGEBA sert de solution de base pour fabriquer des colles en y ajoutant plusieurs additifs pour obtenir les propriétés voulues. Ainsi, un durcisseur, un diluant, un accélérateur, un plastifiant, une charge ou encore un modificateur de résine peuvent être utilisés pour modifier les propriétés de base du DGEBA. Tous ces additifs ont leurs particularités et leurs spécificités.
L'Araldite GY-6010 est l'équivalent du DGEBA non modifié. Les propriétés de l'Araldite traitée avec les additifs les plus courants sont décrites ci-dessous. La limite d'élasticité de l'Araldite GY-6010 traitée avec différentes amines suit la norme ASTM D638.
| Grade               | Contrainte (MPa) | Allongement (%) | Limite d'élasticité (MPa) |
| ------------------- | ---------------- | --------------- | ------------------------- |
| GY-6010 + 4chlorine | 512              | 1,9             | 25,3                      |
| GY-6010 + orto      | 47,4             | 2,6             | 21,5                      |
| GY-6010 + 3sulphone | 92,7             | 4,6             | 25,7                      |

La viscosité des résines époxyde diminue lorsque la température augmente. De deux résines, celle dont la viscosité est la plus basse est celle dont le poids par époxyde est inférieur. Les propriétés des principales résines époxyde liquides Araldite dérivées de la GY-6010 sont les suivantes :
| Grade   | Viscosité (cP) | Poids équivalent époxyde | Couleur Gardner | Description |
| ------- | -------------- | ------------------------ | --------------- | --- |
| GY-6010 | 11 000-14 000  | 182-192                  | 1               | Résine liquide de base                                                                                          |
| GY-225  | 12 000-20 000  | 189-200                  | -               | Utilisé pour les bâtis – les composants électriquement isolés – applications structurales de hautes résistances |
| GY-506  | 500-700        | 172-185                  | 1               | S'imprègne bien                                                                                                 |
| GY-9513 | 500-700        | 196-212                  | 1               | Toxicité moindre que les autres résines époxyde modifiées                                                       |
| GY-9579 | 12 000-14 000  | 182-192                  | 2               | Pour l'enroulement de bâtis et de filament                                                                      |

#### Sur Internet
- Goodman, S.H. (1998) Epoxy Resins, Handbook of Thermoset Plastics, 2e éd., consulté le 6 décembre 2006, sur knovel.com
- Hunter lab, ASTM D6166 Gardner Index, consulté le 6 décembre 2006, sur hunterlab.com
- Huntsman Advanced Materials, Energy in Motion, consulté le 6 décembre 2006, sur huntsman.com
- Huntsman Advanced Materials, History, consulté le 6 décembre 2006, sur huntsman.com
- Huntsman Advanced Materials, Price, consulté le 6 décembre 2006, sur huntsman.com
- Huntsman Advanced Materials, Structural Adhesives, sur huntsman.com
- Licari, James J. ; Swanson, Dale W. (2005), Chemistry, Formulation, and Properties of Adhesives, Adhesives Technology for Electronic Applications - Materials, Processes, Reliability, sur knovel.com, consulté le 30 juin 2013
- Plastics Design Library Staff (1997), Adhesive and solvent bonding, Handbook of Plastics Joining, consulté le 6 décembre 2006, sur knovel.com
- Technolex (1998) Comprehensive index: product type & page location, Thermoset Resins for Composites - Directory & Databook, 2e éd., consulté le 6 décembre 2006, sur knovel.com
- (1998) Araldite, Termium Plus, consulté le 6 décembre 2006, Termium Plus
- Yorkgitis, E. (2002), Kirk-Othmer Encyclopedia of Chemical Technology, consulté le 6 décembre 2006, sur interscience.wiley.com

#### Livres
- Keller, H. ; Erb, U., Dictionary of engineering materials, 2004
- Le petit Larousse 2003, Larousse / VUEF